# Dombol
Dombol est un village du Cameroun situé dans le département de la Bénoué et la Région du Nord. Il fait partie du lamidat et de la commune de Dembo.

## Population
Lors du recensement de 2005, 328 habitants ont été dénombrés à Dombol I, Dombol II, Dombol Barrow et Dombol Djalingo .